# Gertrude Stein
Gertrude Stein (Allegheny, Pennsilvània, 3 de febrer de 1874-París, 27 de juliol de 1946) fou una escriptora estatunidenca considerada el catalitzador de l'art modern i de la literatura d'avantguarda, que va viure la major part de la seva vida a França.

## Biografia

### Primers anys
Gertrude Stein va néixer en una família culta d'immigrants jueus alemanys. El seu pare, Daniel Stein, era un executiu del ferrocarril que, gràcies a inversions en tramvies i en immobles, va fer la fortuna de la família. Quan Gertrude tenia tres anys, la família es va traslladar a Viena i París. Ella va tornar a Amèrica amb la família el 1878 i es va establir a Oakland (Califòrnia). Continuarien visitant Europa periòdicament de vacances. Gertrude i dos dels seus germans van viure amb la família materna a Baltimore després del traspàs de llurs progenitors.
Stein va estudiar al Radcliffe College amb el psicòleg William James. Després de graduar-se el 1897, va passar l'estiu a Woods Hole (Massachusetts), estudiant embriologia al laboratori de biologia marina. Després van seguir dos anys a l'escola de medicina Johns Hopkins Medical School, que va deixar el 1901 sense haver assolit cap titulació.
El 1902, se'n va anar a França en el gran període d'activitat artística a Montparnasse. De 1903 a 1912, va viure a París amb el seu germà Leo Stein, que va esdevenir un famós crític d'art. Stein va conèixer la seva parella, Alice B. Toklas, el 1907, que dos anys més tard es va instal·lar a casa de Gertrude i Leo. Durant gran part de la seva vida, Gertrude va viure de les rendes del patrimoni patern, igual com feien els seus germans. Després de l'èxit de les memòries The Autobiography of Alice B. Toklas (Autobiografia d'Alice B. Toklas, traduït per Assumpta Camps) en la dècada de 1930, Stein va esdevenir rica pels seus propis mitjans.
Els dos germans Stein van recopilar una de les primeres col·leccions de cubisme i art modern. Era propietària d'obres de Pablo Picasso (amic de l'autora, de qui va elaborar un conegut retrat), Henri Matisse, André Derain, Georges Braque, Juan Gris i altres joves pintors. Picasso també va pintar el retrat del nebot de Gertrud, Allan Stein.
Quan el Regne Unit va declarar la guerra a Alemanya durant la Primera Guerra Mundial, Stein i Toklas estaven de visita a casa d'Alfred North Whitehead a Anglaterra. Van tornar a França i, quan Stein havia après a conduir, es van oferir voluntàries per transportar subministraments als hospitals (més endavant, rebrien honors del govern francès per aquesta tasca).

### Estada a Mallorca
Durant la Primera Guerra mundial, Stein i Toklas van deixar París per Mallorca. Posteriorment, prop de l'any 1929, ella seria la responsable de la instal·lació de Robert Graves a l'illa. Stein i Graves s'havien conegut a l'Alta Savoia, i a la pregunta d'on l'aconsellava anar a viure, ella, amb la seva típica ironia, li va assegurar que "Mallorca és el paradís, sempre que hom pugui aguantar-ho". L'estada de Stein i Toklas a l'illa va tenir dos moments: l'estiu de 1914, i el 1916, quan hi residiren més de mig any. A Mallorca, els va rebre el seu amic William Edwards Cook i ocuparen una casa a el Terreno. Durant aquest període d'aïllament, Stein va escriure algunes peces curtes en les quals va desenvolupar encara més la tècnica que havia utilitzat en Tender buttons: objects, food, rooms, juxtaposant descripcions circumstancials (de les condicions climàtiques o el menjar, per exemple), trossos de conversa i reflexions a l'atzar. No obstant això, aquestes obres reflecteixen l'interès de Stein no sols per l'experimentació literària, sinó per l'exploració dels seus sentiments respecte a Alice Toklas, la seva relació i el seu futur juntes. Les peces de Mallorca inclouen moltes exclamacions d'amor exuberant, de vegades expressades en un codi privat, així com els sentiments de gelosia i inseguretat. Encara que alguns biògrafs retraten el període de Mallorca com una lluna de mel idíl·lica, una lectura acurada de l'obra de Stein suggereix que l'ambient sovint era tens i fins i tot volàtil.

### Activitat al París de preguerra
A finals de la dècada del 1920, el saló de 27 Rue de Fleurus, amb parets cobertes de quadres d'avantguarda, va atreure grans artistes i escriptors que rondaven la capital francesa en aquell període. Per exemple, Ernest Hemingway, Ezra Pound, Henri Matisse, Thornton Wilder, Sherwood Anderson i Guillaume Apollinaire. Ella va inventar el terme "generació perduda" per a alguns dels autors estatunidencs exiliats. D'aquesta època, data també l'amistat amb l'autora Mina Loy, que duraria tota una vida. Encantadora, xerraire i alegre, tenia un gran cercle social i no parava de fer-se promoció. Les seves opinions sobre art i literatura tenien una gran influència. Fou la protectora d'Ernest Hemingway i, quan va néixer el seu fill, va demanar-li de ser-ne la padrina. L'estiu de 1931, Stein va recomanar al jove escriptor i compositor Paul Bowles de desplaçar-se a Tànger, on ella i Alice havien passat les vacances. Hemingway descriu de quina manera Alice era l'"esposa" de Gertrude, ja que Stein rara vegada s'adreçava a la dona de Hemingway i ell feia el mateix amb Alice, i deixaven que les dues "esposes" la fessin petar.
Políticament, resulta una figura força ambigua: feminista homosexual declarada, era considerada una conservadora. Veia els aturats com a ganduls i s'oposava a Franklin D. Roosevelt i al New Deal. Durant la Guerra Civil espanyola, estava de la part franquista. Quan els alemanys van ocupar França, de primer va donar suport al règim de Vichy, tot i que al final va canviar de postura.

### Segona Guerra mundial i vida posterior
En esclatar el conflicte, Stein i Toklas es van mudar a una casa de camp a Bilignin, Ain, Roine-Alps. Els veïns en deien, simplement, "les americanes", cosa que va permetre que, sent totes dues jueves, escapessin a la persecució. Possiblement, hi va contribuir l'amistat amb Bernard Faÿ, col·laboracionista de Vichy, i els contactes amb la Gestapo. Quan Bernard Faÿ va ser condemnat a treballs forçats perpetus després de la guerra, Gertrude i Alice van demanar-ne l'alliberament. Alguns anys després, Alice participaria econòmicament en la fuga de Faÿ.
Després de la guerra, l'estatus de l'autora va créixer amb les visites que li retien els soldats americans. Va morir d'un càncer d'estómac a l'edat de 72 anys a Neuilly-sur-Seine. Era el 27 de juliol de 1946. Està enterrada al cementiri Père Lachaise de París.
El fotògraf i escriptor Carl Van Vechten fou el marmessor literari de Gertrude Stein. Ell va ser qui va ajudar a publicar algunes obres que havien restat inèdites fins a aquell moment.

## Obres seleccionades
- 1909: Three Lives
- 1914: Tender buttons: objects, food, rooms
- 1922: Geography and Plays
- 1925: The Making of Americans
- 1929: Four Saints in Three Acts
- 1929: Useful Knowledge
- 1931: How to Write
- 1933: The Autobiography of Alice B. Toklas
- 1935: Lectures in America
- 1936: The Geographical History of America or the Relation of Human Nature to the Human Mind
- 1937: Everybody's Autobiography
- 1938: Picasso
- 1940: Paris France
- 1941: Ida; a novel
- 1943: Three Sisters Who Are Not Sisters
- 1945: Wars I Have Seen
- 1946: Reflections on the Atom Bomb
- 1946: Brewsie and Willie
- 1947: The Mother of Us All
- 1949: Last Operas and Plays
- 1950: The Things as They Are
- 1953: Patriarchal Poetry
- 1957: Alphabets and Birthdays